# Selsawet Herschony
Der Selsawet Herschony, Herschonski Selsawet (belarussisch Гершонскі сельсавет; russisch Гершонский сельсовет) ist eine Verwaltungseinheit im Rajon Brest in der Breszkaja Woblasz in Belarus. Das Zentrum des Selsawets ist das Dorf Herschony. Herschonski Selsawet liegt im Zentrum des Rajons an der polnischen Grenze südlich der Stadt Brest und umfasst 8 Dörfer.

## Dörfer
- Arkadsija
- Bernady
- Herschony
- Kazelnja-Bajarskaja
- Mizki
- Pryluki
- Sakasanka
- Stradsetsch